# Strike Back: Shadow Warfare
Strike Back: Shadow Warfare es una serie de televisión británico-estadounidense transmitida del 9 de agosto del 2013 hasta el 18 de octubre del 2013. Es la cuarta temporada de la serie Strike Back.
La serie contó con la participación invitada de los actores Togo Igawa, Raoul Trujillo, Francis Magee, Peter Guinness, Vincent Riotta, Georg Nikoloff, Mihai Arsene, Roger Nevares, entre otros.
En octubre del 2013 se anunció que la serie tendría una quinta temporada la cual fue estrenada en el 2014.

## Historia
La serie se centró en la búsqueda de la Sección 20 de una red terrorista liderada por Al-Zuhari quien tiene conexiones con Arkady Ulyanov un importante traficante de armas ruso en varios lugares globales incluyendo Colombia, Beirut y Europa.

## Episodios
| N.º en serie | N.º en temp. | Título       | Dirigido por       | Escrito por                                   | Fecha de emisión (EE. UU.) | Fecha de emisión (Reino Unido) |
| ------------ | ------------ | ------------ | ------------------ | --------------------------------------------- | -------------------------- | ------------------------------ |
| 27           | 1            | «Episode 1»  | Michael J. Bassett | Simon Burke, Tim Vaughan & Michael J. Bassett | 9 de agosto de 2013        | 28 de octubre de 2013          |
| 28           | 2            | «Episode 2»  | Michael J. Bassett | Simon Burke, Tim Vaughan & Michael J. Bassett | 16 de agosto de 2013       | 4 de noviembre de 2013         |
| 29           | 3            | «Episode 3»  | Julian Holmes      | James Dormer                                  | 23 de agosto de 2013       | 11 de noviembre de 2013        |
| 30           | 4            | «Episode 4»  | Julian Holmes      | James Dormer                                  | 6 de septiembre de 2013    | 18 de noviembre de 2013        |
| 31           | 5            | «Episode 5»  | Paul Wilmshurst    | John Simpson                                  | 13 de septiembre de 2013   | 25 de noviembre de 2013        |
| 32           | 6            | «Episode 6»  | Paul Wilmshurst    | John Simpson                                  | 20 de septiembre de 2013   | 2 de diciembre de 2013         |
| 33           | 7            | «Episode 7»  | Stephen Woolfenden | Simon Burke & Ben Newman                      | 27 de septiembre de 2013   | 9 de diciembre de 2013         |
| 34           | 8            | «Episode 8»  | Stephen Woolfenden | Michael J. Bassett & Tim Vaughan              | 4 de octubre de 2013       | 16 de diciembre de 2013        |
| 35           | 9            | «Episode 9»  | Michael J. Bassett | Richard Zajdlic                               | 11 de octubre de 2013      | 23 de diciembre de 2013        |
| 36           | 10           | «Episode 10» | Michael J. Bassett | Richard Zajdlic                               | 18 de octubre de 2013      | 30 de diciembre de 2013        |

## Personajes
| Actor              | Personaje           | Ocupación                         | N.° de episodios | Duración |
| ------------------ | ------------------- | --------------------------------- | ---------------- | -------- |
| Sullivan Stapleton | Damien Scott        | Sargento de la Sección 20         | 10               | 2013     |
| Philip Winchester  | Michael Stonebridge | Sargento de la Sección 20         | 10               | 2013     |
| Robson Green       | Col. Philip Locke   | Teniente Coronel de la Sección 20 | 10               | 2013     |
| Michelle Lukes     | Julia Richmond      | Sargento de la Sección 20         | 9                | 2013     |
| Milauna Jackson    | Kim Martinez        | Oficial de la DEA                 | 9                | 2013     |

### Personajes recurrentes
| Actor             | Personaje          | Ocupación                    | N.° de episodios | Duración |
| ----------------- | ------------------ | ---------------------------- | ---------------- | -------- |
| Tereza Srbova     | Maj. Nina Pirogova | Mayor y Oficial Rusa del FSB | 3                | 2013     |
| Amy-Leigh Hickman | Ester Kamali       | Hija de Leo                  | 4                | 2013     |
| Philip Arditti    | Quessam            | Terrorista                   | 2                | 2013     |

### Antiguos personajes
| Actor              | Personaje          | Ocupación                                            | N.° de episodios | Estado | Causa                                              |
| ------------------ | ------------------ | ---------------------------------------------------- | ---------------- | ------ | -------------------------------------------------- |
| Zubin Varla        | Leo Kamali         | Doble agente/miembro de la organización "Al-Zuhari"  | 9                | Muerto | asesinado por agentes de la sección 20             |
| Marcel Iureș       | Arkady Ulyanov     | Traficante de armas ruso                             | 3                | Muerto | asesinado por Nina Pirogova                        |
| Kevork Malikyan    | Al-Zuhari          | Líder de un grupo terrorista                         | 2                | Muerto | asesinado durante un ataque aéreo israelí en Siria |
| Iván Fenyó         | Martin Novotny     | Criminal                                             | 1                | Muerto | murió al caer de un tren mientras                  |
| Fred Maamar Fortas | Reza Hassan        | Terrorista                                           | 2                | Muerto | asesinado de varios disparos                       |
| Tony Jayawardena   | Maroun Saleh       | Criminal                                             | 1                | Muerto | asesinado de varios disparos                       |
| Andreas Utterhall  | Erik Andersson     | Hacker                                               | 2                | Muerto | murió luego de ser infectado con un virus          |
| Nigel Whitmey      | August Van Berg    | Director adjunto del centro antiterrorismo de la CIA | 1                | Muerto | asesinado en una explosión                         |
| Catherine Walker   | Mairead McKenna    | Miembro del IRA (terrorista)                         | 2                | Muerta | asesinada por Leo Kamali                           |
| Iván Kamarás       | Skander            | Asesino ruso                                         | 3                | Muerto | asesinado por Michael & Damien                     |
| Alexis Peterman    | Natalie Fisher     | Empleada de la embajada británica                    | 1                | Muerta | asesinada por Mairead McKenna                      |
| Rhona Mitra        | Maj. Rachel Dalton | Jefa y comandante de la Sección 20                   | 4                | Muerta | asesinada por Mairead McKenna                      |
| Agni Scott         | Sofia Abboud       | Esposa de Al-Zuhari                                  | 2                | Muerta | asesinada por Mairead McKenna                      |
| Dougray Scott      | James Leatherby    | Doble agente y exoficial de la SAS                   | 2                | Muerto | asesinado por Michael Stonebridge                  |
| Joseph Long        | Amir               | Mano derecha de James Leatherby                      | 1                | Muerto | asesinado por James Leatherby                      |
| Martin Clunes      | Sebastian Grey     | exoficial del MI6                                    | 2                | Muerto | asesinado por un mercenario                        |
| Raoul Trujillo     | Miguel Gomez       | Líder de la mafia colombiana                         | 2                | Muerto | asesinado por Damien Scott                         |
| Lyne Renée         | Rebecca Levi       | Agente del Mossad                                    | 2                | Muerta | asesinada por Miguel Gómez                         |
| Greg Kolpakchi     | Viktor Ulyanov     | Miembro de la mafia rusa                             | 1                | Muerto | asesinado por Michael Stonebridge                  |
| Liam Garrigan      | Liam Baxter        | Sargento de la Sección 20                            | 1                | Muerto | ejecutado por Leo Kamali                           |

## Producción
Después del final de la serie Strike Back: Vengeance las cadenas BSkyB y Cinemax anunciaron el 3 de octubre de 2012 que habían comisionado una cuarta temporada la cual titularían Strike Back: Shadow Warfare.
La canción de apertura fue "Short Change Hero" de The Heavy canción que suena desde la segunda temporada.